# مزؤاط (بني بزاز)
مزؤاط هو دُوَّار يقع بجماعة بني سعيد، إقليم تطوان، جهة طنجة تطوان الحسيمة في المملكة المغربية. ينتمي الدوّار لمشيخة بني بزاز التي تضم 16 دوار. يقدر عدد سكانه بـ 166 نسمة حسب الإحصاء الرسمي للسكان والسكنى لسنة 2004.

## روابط خارجية
- البوابة الوطنية للجماعات الترابية نسخة محفوظة 12 مارس 2018 على موقع واي باك مشين.
- المندوبية السامية للتخطيط